# Campionato italiano di ciclismo su strada 1908
Il Campionato italiano di ciclismo su strada 1908 venne disputato l’11 ottobre 1908 e vide l’affermazione di Giovanni Cuniolo che completò il percorso di 179,7 km in 6h51'50", precedendo Carlo Galetti e Pierino Albini.

## Ordine d'arrivo (Top 10)
| Pos. | Corridore         | Squadra      | Tempo    |
| ---- | ----------------- | ------------ | -------- |
| 1    | Giovanni Cuniolo  | Bianchi      | 6h51'50" |
| 2    | Carlo Galetti     | Atala-Dunlop | s.t.     |
| 3    | Pierino Albini    | Legnano      | s.t.     |
| 4    | Ernesto Azzini    | Atena        | s.t.     |
| 5    | Carlo Mairani     | Indipendente | s.t.     |
| 6    | Andrea Massironi  | Indipendente | s.t.     |
| 7    | Eberardo Pavesi   | Atala-Dunlop | s.t.     |
| 8    | Clemente Canepari | Bianchi      | s.t.     |
| 9    | Angelo Magagnoli  | Indipendente | a 5'09"  |